# دماوند (فرقاطة)

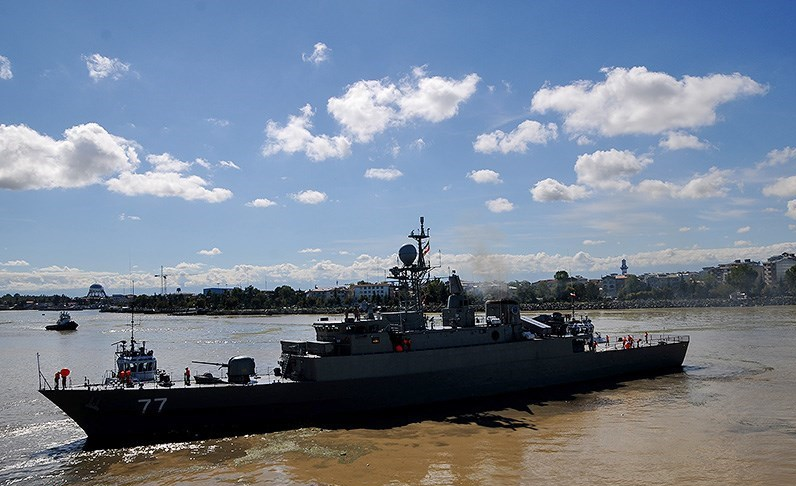

دماوند هي مدمرة إيرانية، والمعروفة أيضا باسم «جماران-2»، الفرقاطة تحت التجارب في بحر قزوين. ودماوند هي ثاني سفينة لإيران من فرقاطات من الدرجة (Moudge) والتي يبدو أنها تطور وتنسخ عن الفرقاطة البريطانية من الدرجة فوزبر مارك 5 (Alvand)، والتي أشترت إيران منها أربع فرقاطات (أغرقت منها واحدة بواسطة البحرية الأمريكية)، والتي دخلت للخدمة مع البحرية الإيرانية في عام 1968.
عند اكتمالها سيكون لديها القدرة على حمل طائرات هليكوبتر، وصواريخ مضادة للسفن، وصواريخ أرض-جو وطوربيدات ومدافع رشاشة للدفاع الجوي. كما سيتم تجهيز السفينة بأجهزة حرب إلكترونية.

## الفرقاطة حسب التصريحات الإيرانية
تعتبر الفرقاطة دماوند أكبر وأثقل فرقاطة للقوة البحرية الایرانیة حتى الآن. وصفها قائدالقوة البحرية الایرانیة الأدميرال حبيب الله سياري بأنها “الأسرع والأكثر خفة” بين الفرقاطات المصنعة محليا، وستستخدم في ميناء بندر أنزلي فی بحر قزوين. وقد جرت جميع مراحل تصميم وتصنيع وتدشين الفرقاطة المتطورة «دماوند» من قبل صناعات «الشهيد تمجيدي»، التابعة لمنظمة الصناعات البحرية بوزارة الدفاع الإيراني، وبالتعاون مع أكثر من 700 مركز صناعي وبحثي وجامعي ومؤسسات صناعية مختلفة تابعة لوزارة الدفاع الإيرانية. وقد قامت شركة الصناعات الإلكترونية بوزارة الدفاع «صا إيران» بتصميم وتنفيذ ونصب 25 منظومة إلكترونية واتصالات وطنية في هذه الفرقاطة، من ضمنها رادارات متطورة ومنظومات اتصالات للاتصال الداخلي والخارجي، ومنظومات استطلاع وتمويه ومنظومات اتصالات وتتبع تحت الماء.
أزيح الستار عن هذا الصاروخ في 9 مارس 2015 بواسطة العميد حسين دهقان وزير الدفاع الإيراني.

## التسمیة
أطلق عليها اسم دماوند تيمنا باعلي جبال إيران.

## میزاتها
تعد دماوند ثاني فرقاطة من تصنيع محلي تنضم إلى القوات البحرية الإيرانية، بعد الفرقاطة «جماران» التي انضمت عام 2010 إلى القوات البحرية، وتمتاز دماوند بقدرتها على مراقبة الأهداف الجوية والبرية والبحرية من خلال رادار متطور.

## مواصفاتها
يصل طول السفينة، إلى 90 مترا وتزن 1300 طن، وهي مسلحة بأنظمة صاروخية وقذائف فضلا عن معدات إلكترونية عسكرية متطورة.
التسليحات الأساسية:
- الصواريخ:

21 طوربيد
صواريخ دفاع جوي Sea Cat
صواريخ مضادة للسفن
- المدافع:

4 مدافع عيار 114 ملم موزعين على برجين
1 مدفع 102 ملم
14 مدفع 40 ملم

## اهدافها
إن تعزیز أمن بحر قزوين هو واحد من أهداف الفرقاطة المتطورة دماوند.

## وصلات داخلية
- جماران (فرقاطة)
- مدمرة جماران 2
- نصر (صاروخ كروز)

## روابط خارجية
- الفیدیو لحرکة الفرقاطة دوماوند في البحر خزر